# Bengt-Åke Andersson
Bengt-Åke Andersson, född 1940 i Göteborg i Sverige, är en svensk trombonist, kompositör och arrangör. 
Andersson har bland annat varit medlem av Bohuslän Big Band och har uppmärksammats för sin tolkning av Jason "Timbuktu" Diakités låt "The botten is nådd". Han är även kompositör till signaturmelodin till TV-programmet På spåret. Fram till 2007 var han dirigent för Sjuntorpsmusiken.